# ロボット・ジョーンズ
ロボット・ジョーンズ（WHATEVER HAPPENED TO ROBOT JONES?）は、アメリカ合衆国のテレビアニメ。2002年7月19日から2003年11月14日までカートゥーン ネットワークで放送された。日本のカートゥーン ネットワークでは英語版のまま放送されている。アメリカでは2000年6月にグレッグ・ミラーが手掛けたパイロット版がカートゥーン ネットワークで放送され、日本では2001年4月6日に同局のカートゥーン・カートゥーン・ショーで放送された。

## キャラクター
※パイロット版放送時は日本語吹き替え版だったが、その回に登場した担当声優は1人を除きすべて不明。
ロボット・ジョーンズ
声 - テキスト読み上げ（シーズン1）、ボビー・ブロック（シーズン1の再放送、シーズン2）
ティモシー・ソックス・モートン
声 - カイル・サリバン
ミッチ・デイヴィス
声 - チャールズ・ルロイ・グレイ
チャールズ・キュービー・キュービナクル
声 - マイルズ・ジェフリー
シャノン・ウェストバーグ
声 - グレイ・デリル
サミュエル・サム・マッドマン校長
声 - モーリス・ラマーシュ（パイロット版）、ジェフ・グレン・ベネット（TVシリーズ） / 玄田哲章
ジョーンズ君が通ってる学校の校長。

## エピソード

### パイロット版
| # | 邦題 | 原題                              | 米国放送日    | 日本放送日   |
| - | ---- | --------------------------------- | ------------- | ------------ |
| 1 | ?    | Whatever Happened to Robot Jones? | 2000年6月16日 | 2001年4月6日 |

### シーズン1
| # | 原題                                        |
| - | ------------------------------------------- |
| 1 | P.U. to P.E. / Vacuum Friend                |
| 2 | Cube Wars / Sickness                        |
| 3 | Parents / Embarrassment                     |
| 4 | Politics / Growth Spurts                    |
| 5 | Pilot / Electric Boogaloo / The Groovesicle |
| 6 | Jealousy / Scantron Love                    |
| 7 | Gender / Math Challenge                     |

### シーズン2
| #  | 原題                                 |
| -- | ------------------------------------ |
| 8  | Family Vacation / Hair               |
| 9  | Garage Band / Work                   |
| 10 | The Yogmans Strike Back / Hookie 101 |
| 11 | House Party / School Newspaper       |
| 12 | Safety Patrol / Popularity           |
| 13 | Summer Camp / Rules of Dating        |